# Општина Брод
Општина Брод је општина у Републици Српској, БиХ. Сједиште општине је у насељеном мјесту Брод. Општина заузима површину од 229,3 км2. На попису становништва 2013. године општина Брод је имала 15.720 становника према подацима Републичког завода за статистику, а према подацима Агенције за статистику Босне и Херцеговине општина Брод је имала 16.169 становника.

## Насељена мјеста
Подручје општине Брод чине насељена мјеста: Брод, Брусница Велика, Брусница Мала*, Винска, Горња Барица, Горња Врела, Горња Мочила, Горњи Клакар, Горње Колибе, Грк, Доња Барица, Доња Врела, Доња Мочила, Доње Колибе, Доњи Клакар, Збориште, Кораће, Кричаново, Крушчик, Лијешће, Ново Село, Сијековац и Унка.
По последњем службеном попису становништва из 1991. године, општина Брод је имала 34.138 становника, распоређених у 23 насељена места. Највећи дио пријератне општине Босански Брод остао је у саставу Републике Српске. Име граду и општини промијењено је у Брод. У састав Федерације БиХ ушао је дио насељеног мјеста Брусница Мала, који је послије Дејтона припојен општини Оџак.

## Географија
Општина Брод се налази на широко отвореној и лако проходној Перипанонској низији, на обали ријеке Саве у Посавини. Сјеверну границу чини ријека Сава, која меандрира и често плави своју алувијалну раван.

## Политичко уређење

### Општинска администрација
Начелник општине представља и заступа општину и врши извршну функцију у Броду. Избор начелника се врши у складу са изборним Законом Републике Српске и изборним Законом БиХ. Општинску администрацију, поред начелника, чини и скупштина општине. Институционални центар општине Брод је насеље Брод, гдје су смјештени сви општински органи.
Начелник општине Брод је Милан Зечевић испред Савеза независних социјалдемократа, који је на ту функцију ступио након локалних избора у Босни и Херцеговини 2024. године. Састав скупштине општине Брод је приказан у табели.

## Становништво
|                      | 2013.           | 1991.           | 1981.           | 1971.           |
| Укупно               | 16 619 (100,0%) | 34 138 (100,0%) | 32 286 (100,0%) | 30 115 (100,0%) |
| Срби                 | 11 477 (69,06%) | 11 389 (33,36%) | 10 737 (33,26%) | 11 273 (37,43%) |
| Хрвати               | 3 287 (19,78%)  | 13 993 (40,99%) | 13 579 (42,06%) | 14 489 (48,11%) |
| Бошњаци              | 1 509 (9,080%)  | 4 088 (11,97%)1 | 3 106 (9,620%)1 | 3 706 (12,31%)1 |
| Неизјашњени          | 148 (0,891%)    | –               | –               | –               |
| Остали               | 58 (0,349%)     | 1 004 (2,941%)  | 89 (0,276%)     | 146 (0,485%)    |
| Непознато            | 37 (0,223%)     | –               | –               | –               |
| Југословени          | 26 (0,156%)     | 3 664 (10,73%)  | 4 704 (14,57%)  | 436 (1,448%)    |
| Босанци              | 21 (0,126%)     | –               | –               | –               |
| Албанци              | 16 (0,096%)     | –               | 11 (0,034%)     | 3 (0,010%)      |
| Муслимани            | 15 (0,090%)     | –               | –               | –               |
| Македонци            | 9 (0,054%)      | –               | 15 (0,046%)     | 3 (0,010%)      |
| Православци          | 7 (0,042%)      | –               | –               | –               |
| Босанци и Херцеговци | 5 (0,030%)      | –               | –               | –               |
| Црногорци            | 2 (0,012%)      | –               | 28 (0,087%)     | 30 (0,100%)     |
| Словенци             | 1 (0,006%)      | –               | 11 (0,034%)     | 13 (0,043%)     |
| Украјинци            | 1 (0,006%)      | –               | –               | –               |
| Мађари               | –               | –               | 6 (0,019%)      | 15 (0,050%)     |
| Роми                 | –               | –               | –               | 1 (0,003%)      |

1. 1 На пописима од 1971. до 1991. Бошњаци су пописивани углавном као Муслимани.

## Познате личности
- Душко Трифуновић, књижевник и песник
- Сима Лазић Лукин, публициста, новинар и књижевник
- Жарко Видовић, народни херој у Другом светском рату
- Милан Горкић, секретар ЦК КПЈ
- Љупко Петровић, тренер фудбалског тима
- Браца Петров, партијски радник у Другом светском рату
- Ђуро Баслер, историчар, археолог и конзерватор
- Љиљана Молнар-Талајић, оперска дива
- Маринко Солдо, песник и есејиста
- Ирена Муламухић, глумица
- Сеад Машић, фудбалер
- Един Мујчин, фудбалер
- Александар Ракић, професионални ММА борац

## Галерија
- Брод, Република Српска
- Натпис код Брода